# 安守亮
安守亮（？－？），生卒年不详，籍贯河南洛阳，先世为粟特人。
祖父安重荣，后晋时官至成德军节度使，父安德裕，开宝二年（969年）己巳科状元。安守亮是开宝五年（972年）壬申科状元，与其父安德裕仅距三年，世人誉为“父子状元”。